# Strmec (gmina Luče)
Strmec – wieś w Słowenii, w gminie Luče. W 2018 roku liczyła 123 mieszkańców.